# Lymantria oberthuri
Lymantria oberthuri är en fjärilsart som beskrevs av Lucas 1906. Lymantria oberthuri ingår i släktet Lymantria och familjen tofsspinnare. Inga underarter finns listade i Catalogue of Life.